# Radost Gaudentius
Radost Gaudentius of Gaudenta (overleden op 19 januari 1142 in Kielce) was tussen 1118 en 1141 de bisschop van Krakau. Radost was een telg van het adellijke Poraj-geslacht. Hij stichtte het Benedictijner klooster van Tyniec en was ook verantwoordelijk voor de uitbreiding van het Cisterciënzer klooster van Jędrzejów, welke door zijn voorganger Maurus van Krakau is gesticht.